# Église Saint-Saturnin de Gentilly
Pour les articles homonymes, voir Église Saint-Saturnin.
L'église Saint-Saturnin est une église catholique située à Gentilly, en France. Elle est consacrée à saint Saturnin.

## Localisation
L'église est située dans le département français du Val-de-Marne, à l'angle de l'avenue de la République et de la rue Charles-Frérot, sur la commune de Gentilly.
La Bièvre recouverte au début des années 1950 longeait le sud de la nef.

## Historique
L'église est bâtie sur les vestiges d'une abbaye du VIIe siècle construite par saint Éloi sur un domaine que lui avait donné Dagobert. Construite au XIIIe siècle, l'église actuelle a été remaniée au XVIe siècle après l'effondrement de la nef. Le portail néo-gothique de la façade ouest date du XIXe siècle. L'édifice est classé au titre des monuments historiques en 1989.
D'après un panneau installé dans l'église, Ignace de Loyola, fondateur de la Compagnie de Jésus, aurait prié dans cette église.

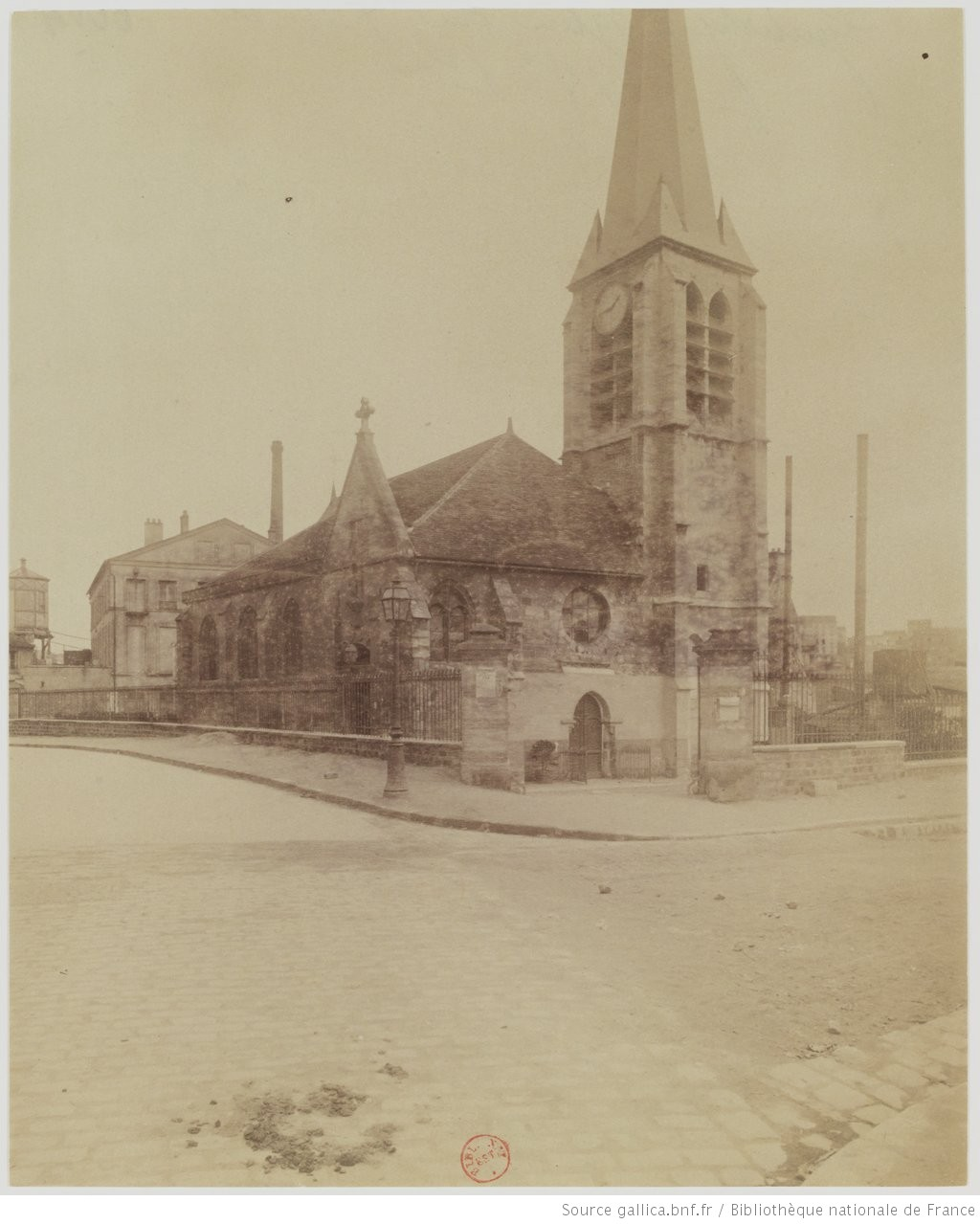
L'église Saint-Saturnin de Gentilly en 1901, cliché d'Eugène Atget.
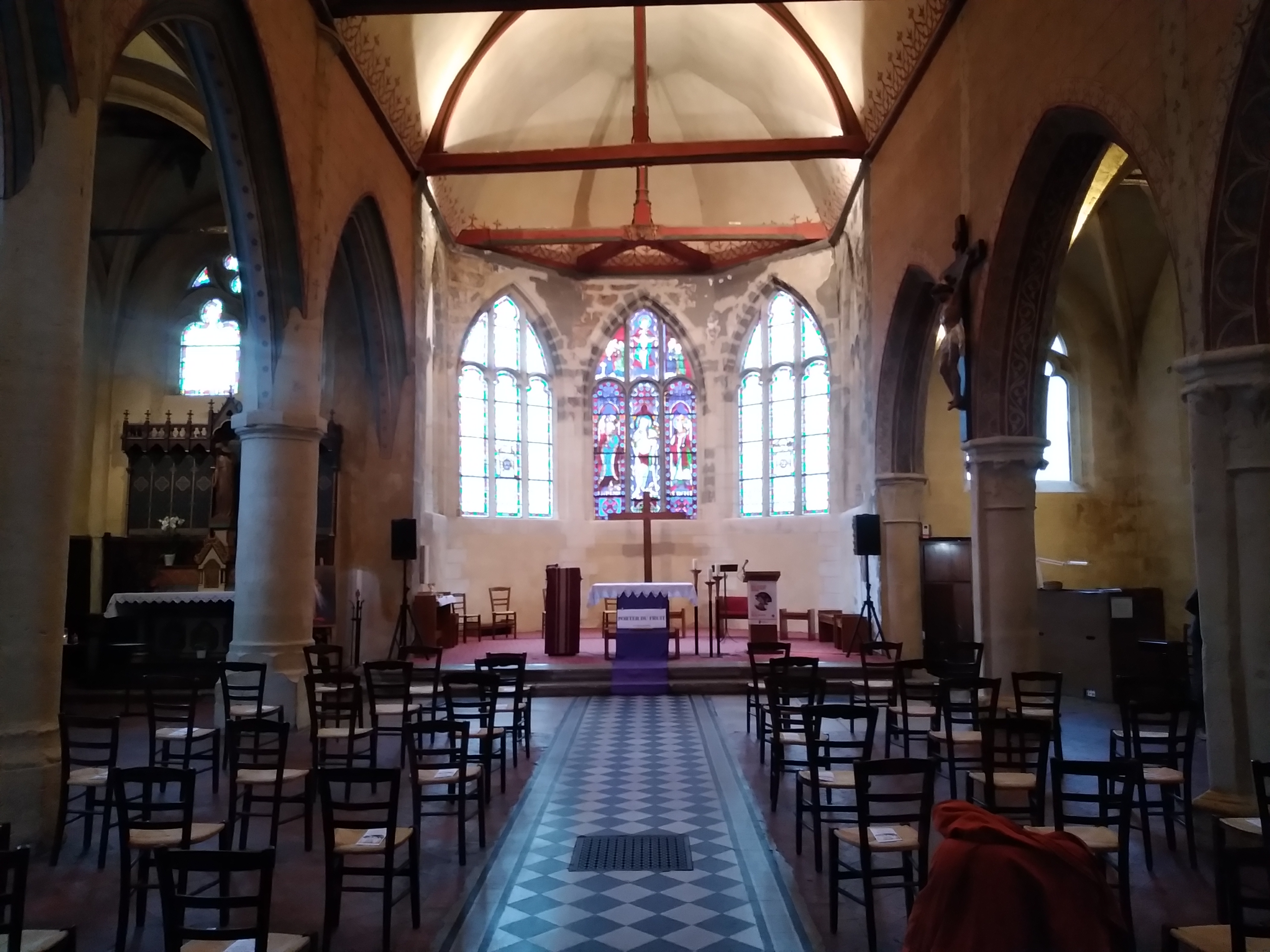
Intérieur de l'église.

## Description
L'église comprend une nef, deux bas-côtés et une abside polygonale.
Un vitrail représente les armoiries de la famille de Malingre, vers 1500. Un autre, réalisé à la fin du XIXe siècle, représente saint Vincent-de-Paul amenant des enfants trouvés à Bicêtre, tout proche de l'église. Un troisième, la translation de la maison de Lorette.

## Curés
- 1807 : Detruissart, curé actif à cette date[6].